# Geoff Courtnall
Geoff Lawton Courtnall (* 18. August 1962 in Duncan, British Columbia) ist ein ehemaliger kanadischer Eishockeyspieler und -trainer, der im Verlauf seiner aktiven Karriere zwischen 1980 und 2000 unter anderem 1205 Spiele für die Boston Bruins, Edmonton Oilers, Washington Capitals, St. Louis Blues und Vancouver Canucks in der National Hockey League auf der Position des linken Flügelstürmers bestritten hat. Seinen größten Karriereerfolg feierte Courtnall in Diensten der Edmonton Oilers mit dem Gewinn des Stanley Cups im Jahr 1988. Sein Bruder Russ war ebenfalls professioneller Eishockeyspieler.

## Karriere
Der 1,83 m große Flügelspieler wurde am 6. Juli 1983 als Free Agent von den Boston Bruins verpflichtet, für die er von der Saison 1983/84 bis zum Jahr 1988 spielte. Nach seinem Engagement in Boston wurde er zusammen mit Bill Ranford in einem Tauschgeschäft für den Torhüter Andy Moog zu den Edmonton Oilers transferiert, mit denen er in der Saison 1987/88 den Stanley Cup gewann. Vier Monate später wechselte Courtnall zu den Washington Capitals, die er nach zwei Jahren in Richtung St. Louis Blues verließ. Zu Beginn seiner Karriere stand der Linksschütze sowohl für die NHL-Franchises als auch für Farmteams in der American Hockey League auf dem Eis, es schien, als würde Courtnall aufgrund seiner vielen Verletzungen niemals den festen Sprung in die NHL schaffen.
Nach nur einer Saison in St. Louis wechselte der Stürmer in einem Tauschgeschäft, in dem sechs Spieler beteiligt waren, nach Vancouver. Mit den Vancouver Canucks stand Courtnall in der Saison 1993/94 erneut in den Finals um den Stanley Cup, doch die New York Rangers um Mark Messier waren ein zu starker Gegner. Nach zwei Jahren kehrte er nach St. Louis zurück, wo er nach der Saison 1999/2000 auch seine Karriere beendete. Mit 70 Assists in NHL-Playoffspielen zählt Geoff Courtnall zu den besten zehn Spielern auf der Position des linken Flügelspielers in der ewigen Bestenliste in dieser Kategorie.
Zwischen 2007 und 2009 trainierte Courtnall die Victoria Grizzlies aus der British Columbia Hockey League.

## Erfolge und Auszeichnungen
- 1981 President’s-Cup-Gewinn mit den Victoria Cougars
- 1988 Stanley-Cup-Gewinn mit den Edmonton Oilers
- 1991 Silbermedaille bei der Weltmeisterschaft

## Karrierestatistik

### International
Vertrat Kanada bei:
- Weltmeisterschaft 1991

(Legende zur Spielerstatistik: Sp oder GP = absolvierte Spiele; T oder G = erzielte Tore; V oder A = erzielte Assists; Pkt oder Pts = erzielte Scorerpunkte; SM oder PIM = erhaltene Strafminuten; +/− = Plus/Minus-Bilanz; PP = erzielte Überzahltore; SH = erzielte Unterzahltore; GW = erzielte Siegtore; 1 Play-downs/Relegation; Kursiv: Statistik nicht vollständig)